# BELOVED (GLAYの曲)
「BELOVED」（ビーラヴド）は、GLAYの9枚目のシングルである。

## 概要
- 3か月後に発売される3枚目のアルバム『BELOVED』からの先行シングル。
- この年の12月6日、第29回全日本有線放送大賞ゴールド・リクエスト賞を受賞。
- TBSドラマ『ひと夏のプロポーズ』主題歌。GLAY初のドラマ主題歌となり、初動も初めて10万枚を越え、80万枚以上のヒットを記録した。
- この作品から2010年発売の「Precious」まで約15年間、シングルは全てTOP3入りした。

## 収録曲
| 全作詞・作曲: TAKURO、全編曲: GLAY・佐久間正英。 |                                          |        |            |
| #                                                | タイトル                                 | 作詞   | 作曲・編曲 |
| 1.                                               | 「BELOVED」                              | TAKURO | TAKURO     |
| 2.                                               | 「Together」(new version with orchestra) | TAKURO | TAKURO     |
| 3.                                               | 「BELOVED」(オリジナル・カラオケ)        | TAKURO | TAKURO     |

### 楽曲解説
1. BELOVED
BELOVEDとは英語で「最愛の」「愛しい」という意味である。
ミュージック・ビデオ、アルバム『BELOVED』のジャケット、および写真集の撮影は、アイスランドのシンクヴェトリル国立公園で行われた。
詞曲を手掛けたTAKUROは「『憧れてを持って飛び込んだ音楽の世界だけど、過ぎていく毎日はあまりにも目まぐるしく回っていて、そんな中でも自分を見失わない様にしていこう』と言う思いを込めて書いた曲」と語っているほか、「"夢から覚めてもあなたのことを愛してる"っていうのは、その時のGLAYは、夢の階段をのぼる途中ではいたけれど、もしこのバンドが世の中に認められても認められなくても、このメンバーでやっていたいなぁ」という心の内で書いたことを明かしている[1]。
ライヴでのイントロ部分演奏時は作曲者であるTAKURO自身緊張を覚えるという。『GLAY DOME TOUR 2005 "WHITE ROAD"』ではTERU一人による弾き語りで披露された。『GLAY LIVE TOUR 2010-2011 ROCK AROUND THE WORLD』では「EXPOで『BELOVED』をみんなで歌いたい」というTERUの語りからラストナンバーで観客と共に合唱し[2]、『GLAY EXPO 2014 TOHOKU 20th Anniversary』でその約束を果たした[3]。
2. Together (new version with orchestra)
2枚目のアルバム『BEAT out!』に収録されていた曲をリアレンジしたものであり、タイトル通りオーケストラがフィーチャーされている。そのため、レコーディング時にはGLAYの4人より、プロデューサーである佐久間正英の方が大変であったと言われている。レコーディングの様子は『VIDEO GLAY 3』に収録されている。
3. BELOVED （オリジナル・カラオケ）

## タイアップ
- TBS系ドラマ『ひと夏のプロポーズ』主題歌。（#1）
- 北海道新聞CMソング。（#1）

## 収録アルバム
BELOVED
- BELOVED (アルバムバージョン)
- REVIEW-BEST OF GLAY
- DRIVE-GLAY complete BEST
- -Ballad Best Singles- WHITE ROAD
- THE GREAT VACATION VOL.2 〜SUPER BEST OF GLAY〜
- rare collectives vol.3 (ライブバージョン)
- BALLADE BEST☆MELODIES
- BELOVED Anthology (リミックスバージョン)
- REVIEW II -BEST OF GLAY- (『BELOVED Anthology』収録バージョン)
- DRIVE 1993〜2009 -GLAY complete BEST

Together (new version with orchestra)
- rare collectives vol.1
- BEAT out! Anthology (リミックスバージョン)

## カバー
| 楽曲    | リリース      | アーティスト | 収録作品        | 備考 |
| ------- | ------------- | ------------ | --------------- | ---- |
| BELOVED | 2011年8月31日 | JUJU         | 「YOU/BELOVED」 |      |